# Cucumber Castle
Albums de Bee Gees
Odessa
(1969) 2 Years On
(1970)
Cucumber Castle est le septième album des Bee Gees, sorti en 1970. C'est un album pop-country. C'est le seul réalisé par le duo Barry-Maurice Gibb, le troisième frère, Robin Gibb, les ayant quittés avant le début de l'enregistrement pour entamer une carrière en solo. Il réintégrera le groupe dès l'album suivant, 2 Years On. Cependant, avant d'être un album, c'est une comédie britannique avec les Bee Gees qui a été diffusée sur la chaîne BBC le 26 Décembre 1970.

## Titres
Toutes les chansons sont de Barry et Maurice Gibb.
1. If I Only Had My Mind on Something Else – 2:33
2. I.O.I.O. – 2:57
3. Then You Left Me – 3:11
4. The Lord – 2:19
5. I Was the Child – 3:14
6. I Lay Down and Die – 3:35
7. Sweetheart – 3:09
8. Bury Me Down by the River – 3:25
9. My Thing – 2:19
10. The Chance of Love – 2:28
11. Turning Tide – 3:09
12. Don't Forget to Remember – 3:28

## Musiciens
- Barry Gibb : chant, guitare
- Maurice Gibb : chant, chœurs, basse, guitares acoustique et électrique, piano, orgue, mellotron, batterie sur My Thing
- Vince Melouney – guitare sur I.O.I.O
- Geoff Bridgeford : batterie sauf sur My Thing, If I Only Had My Mind on Something Else, I Lay Down and Die, Sweetheart, The Chance of Love et Turning Tide

## Personnel additionnel
- P. P. Arnold : chœurs sur Bury Me Down by the River
- Terry Cox : Batterie sur If I Only Had My Mind on Something Else, I Lay Down and Die, Sweetheart, The Chance of Love et Turning Tide